# Piazzatorre
Piazzatorre é uma comuna italiana da região da Lombardia, província de Bérgamo, com cerca de 477 habitantes. Estende-se por uma área de 23 km², tendo uma densidade populacional de 21 hab/km². Faz fronteira com Branzi, Isola di Fondra, Mezzoldo, Moio de' Calvi, Olmo al Brembo, Piazzolo, Valleve.

## Demografia
| Variação demográfica do município entre 1861 e 2011                               |
|                                                                                   |
| Fonte: Istituto Nazionale di Statistica (ISTAT) - Elaboração gráfica da Wikipedia |